# Tessa Wullaert
Tessa Wullaert (* 19. März 1993 in Tielt) ist eine belgische Fußballspielerin. Sie steht seit Sommer 2024 bei Inter Mailand unter Vertrag und ist mit 88 Treffern aktuelle Rekordtorschützin der belgischen Frauennationalmannschaft.

## Karriere

### Verein
Wullaert spielte in der Jugend für den FC Wakken, Sporting West Harelbeke und DVC Zuid-West Vlaanderen. 2008 wechselte sie zum SV Zulte Waregem, mit dem sie in der Saison 2008/09 die Meisterschaft in der Tweede Klasse, der damals zweithöchsten belgischen Liga, errang und damit in die Eerste Klasse aufstieg. Im Sommer 2012 folgte der Wechsel zum RSC Anderlecht, für den sie in der Premierensaison der BeNe League in 27 Partien zehn Tore erzielte, ehe sie zur Spielzeit 2013/14 vom Ligakonkurrenten und Vizemeister Standard Lüttich unter Vertrag genommen wurde. Für Lüttich bestritt sie im Oktober 2013 ihre ersten beiden Partien in der UEFA Women’s Champions League, errang erneut die Vizemeisterschaft und wurde nach der Saison zur besten Spielerin der BeNe League gewählt. Noch erfolgreicher verlief die Saison 2014/15: Sie wurde mit 18 erzielten Toren Torschützenkönigin und hatte damit maßgeblichen Anteil am Gewinn der Meisterschaft Lüttichs. Am 26. Mai 2015 gab der VfL Wolfsburg die Verpflichtung Wullaerts zur Saison 2015/16 bekannt. Die Mittelfeldspielerin unterschrieb dort einen Zweijahresvertrag. In ihrem ersten Pflichtspiel für Wolfsburg am 29. August 2015 (erster Spieltag) beim FF USV Jena, das die Mannschaft mit 8:0 gewann, gelangen ihr mit den Treffern zum 1:0 und zum 3:0 gleich zwei Tore. Nach dem Ende der Saison 2017/18 wechselte Wullaert zu Manchester City. In den folgenden beiden Spielzeiten gewann sie dort den FA Women’s Cup und wurde jeweils Vizemeisterin der Women’s Super League. Auch den League Cup konnte sie 2019 mit der Mannschaft feiern. Im Sommer 2020 ging sie dann wieder zurück in ihre Heimat und schloss sich erneut dem RSC Anderlecht an. Auch hier gewann sie zweimal die Meisterschaft und wurde in beiden Spielzeiten Torschützenkönigin der Super League. Zur Saison 2022/23 wechselte sie zum niederländischen Erstligisten Fortuna Sittard.
Im Juni 2024 erhielt sie einen Vertrag bis zum 30. Juni 2026 bei Inter Mailand.

### Nationalmannschaft
Wullaert ist seit 2011 Stammspielerin in der Belgischen Fußballnationalmannschaft und erzielte bei ihrem Debüt am 20. August 2011 gegen die Auswahl Russlands sogleich den Treffer zum 1:0-Endstand. Zuvor war sie für die U-15-, die U-17- sowie die U-19-Nationalmannschaft Belgiens aufgelaufen. Mit der U-19-Auswahl qualifizierte sie sich 2011 für die Endrunde der U-19-Europameisterschaft in Italien, bei der die Mannschaft jedoch in der Gruppenphase ausschied. Beim Algarve-Cup 2016, an dem Belgien erstmals teilnahm, erzielte sie beim 5:0-Sieg gegen Russland im Spiel um Platz 5 ihr 26. Länderspieltor, womit sie alleinige Rekordtorschützin der Belgierinnen wurde. Ihr 50. Länderspieltor erzielte sie am 1. Dezember 2020 im EM-Qualifikationsspiel beim 4:0-Sieg gegen die Schweiz zum zwischenzeitlichen 3:0. Durch den Sieg überholten die Belgierinnen noch die Schweizerinnenin der Tabelle, wurden Gruppensiegerinnen und qualifizierten sich zum zweiten Mal für die EM-Endrunde. Am 21. September 2021 bestritt sie im WM-Qualifikationsspiel gegen Albanien ihr 100. Länderspiel. Bei der EM-Endrunde 2022 erreichte sie mit ihrer Mannschaft das Viertelfinale, wo sie durch ein Tor in der Nachspielzeit mit 0:1 gegen Schweden ausschieden.
Nach der EM kam sie in den beiden letzten Gruppen-Spielen der Qualifikation für die WM 2023 zum Einsatz und qualifizierte sich mit ihrer Mannschaft für die Play-offs der Gruppenzweiten. Sie scheiterte mit ihrer Mannschaft aber in der ersten Play-off-Runde durch eine 1:2-Niederlage gegen Portugal. Sie hatte ihre Mannschaft dabei zwischenzeitlich per Strafstoß den Ausgleich beschert. Mit 17 Toren, davon fünf beim 19:0-Rekordsieg gegen Armenien, war sie die beste Torschützin der Qualifikation.
Am 11. Juni 2025 wurde sie für den EM-Kader nominiert. Sie kam in den drei Gruppenspielen zum Einsatz, schied mit der Mannschaft aber als Gruppendritte nach der Vorrunde aus. Im letzten Gruppenspiel erzielte sie beim 2:1-Sieg gegen Portugal in der dritten Minute den Führungstreffer.

## Persönliches
Ihr jüngerer Bruder Jarne Wullaert (* 1999) spielt ebenfalls Fußball, gegenwärtig für den Fünftligisten KSC Wielsbeke, und war in verschiedenen belgischen Junioren-Auswahlteams aktiv.

## Erfolge
- Meisterin Tweede Nationale 2009
- Belgische Pokalsiegerin 2013, 2014, 2021/2022
- Meisterin BeNe League 2015
- Deutsche Pokalsiegerin 2016, 2017, 2018
- Deutsche Meisterin 2017, 2018
- Englische Pokalsiegerin 2019, 2020
- Englische Ligapokalsiegerin 2019
- Belgische Meisterin 2021, 2022

## Auszeichnungen
- BeNe-League-Spielerin der Saison 2013/14
- Torschützenkönigin BeNe League 2014/15
- Gewinnerin des Sparkles in der Kategorie Joueuse: 2015
- Gewinnerin des Belgischen Goldenen Schuhs 2017, 2019
- Torschützenkönigin Super League 2020/21, 2021/22
- Torschützenkönigin Eredivisie 2023/24